# بلک‌آرچ
بلک‌آرچ (به انگلیسی: BlackArch) یک توزیع تست نفوذ مبتنی بر آرچ لینوکس است که مقدار زیادی از ابزارهای امنیت رایانه را در اختیار کاربر قرار می‌دهد. آرچ لینوکس یک توزیع منبع باز است و برای تست آسیب‌پذیری و استفادهٔ محققان امنیتی ایجاد شده‌است. مخزن آن شامل بیش از ۲۷۰۰ ابزار است که می‌توانند به صورت جداگانه یا گروهی نصب شوند. بلک آرچ با نصب‌های موجود آرچ لینوکس سازگار است.

## بررسی اجمالی
بلک‌آرچ پس از اجرا ابزارهای توزیع پارروت و توزیع کالی لینوکس را دارد. به دلیل زیاد نشدن حجم از یک محیط رابط کاربری ساده استفاده می‌کند.
حجم فعلی فایل ISO این توزیع لینوکسی بین ۸۸۶ مگابایت تا ۱۸ گیگابایت است.

## بسته‌ها
بلک‌آرچ در حال حاضر شامل ۲۷۴۹ بسته و ابزار به همراه پیش‌نیازهای آن‌ها است. این توسعه توسط تعدادی از متخصصان و محققان امنیت سایبری ساخته شده‌است که بسته‌ها و همچنین پیش‌نیازهای لازم برای اجرای این ابزارها را اضافه می‌کنند.